# Callosphingia circe
Callosphingia circe är en fjärilsart som beskrevs av Fawcett 1915. Callosphingia circe ingår i släktet Callosphingia och familjen svärmare. Inga underarter finns listade i Catalogue of Life.